# Tomas Kalnoky

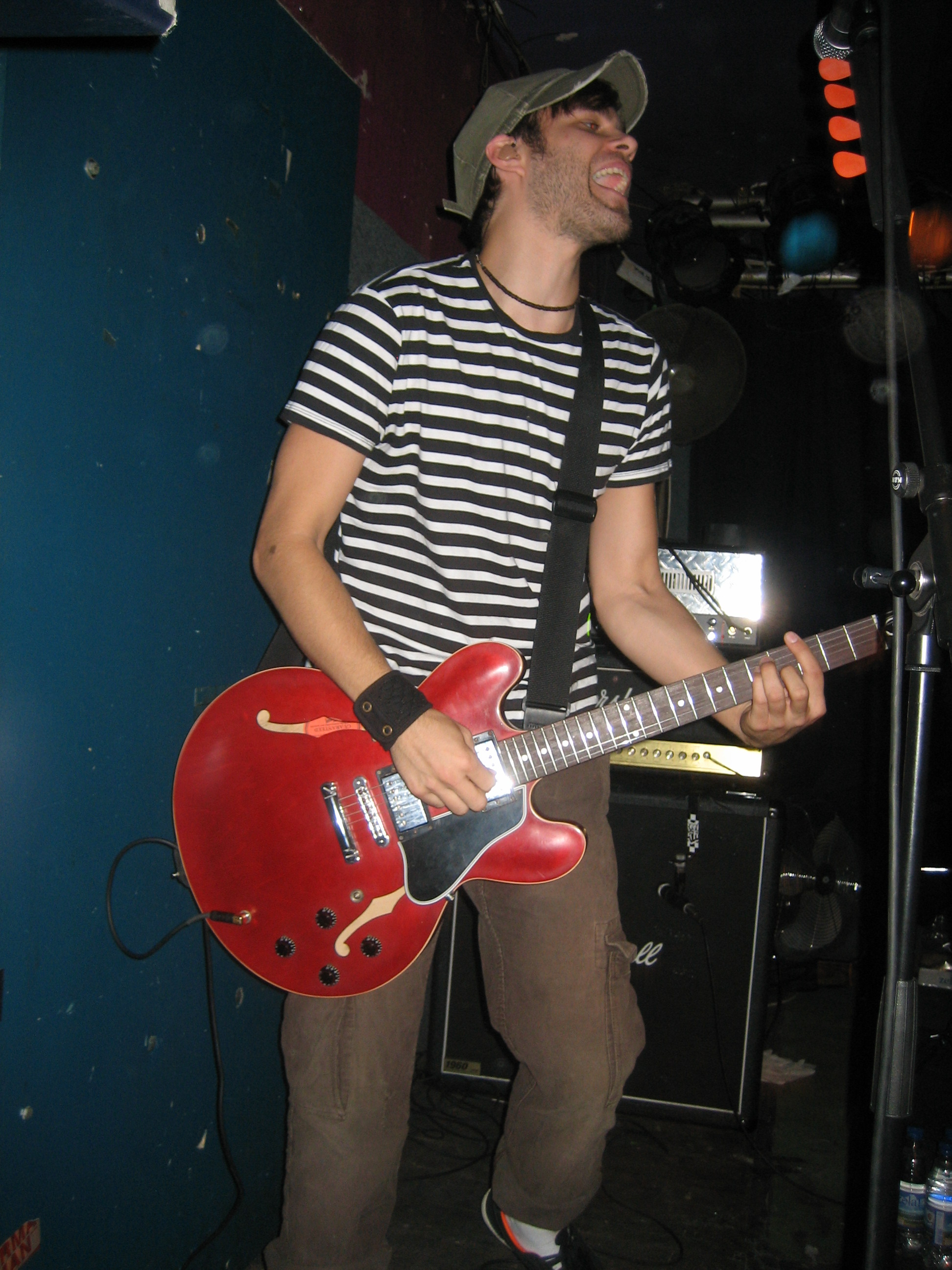
Kalnoky am 25. Januar 2008 in Berlin

Tomas Kalnoky (* 24. Dezember 1980) ist ein US-amerikanischer Sänger, Gitarrist und Songwriter tschechischer Herkunft. Bekannt wurde er zunächst als Frontmann von Catch 22, ab Mai 2003 ist er bei Streetlight Manifesto aktiv. Stilistisch ist seine Musik überwiegend als Ska-Punk einzuordnen.

## Leben

### Kindheit und Jugend
Kalnoky und seine Eltern verließen Prag, als er vier Jahre alt war. Zunächst zogen sie nach Griechenland, später nach Keasbey im US-Bundesstaat New Jersey. Dort verbrachte Kalnoky schließlich den größten Teil seiner Jugend.

### Musikkarriere
Die ersten Aufnahmen machte Kalnoky mit der Punk-Band Gimp 1995. Bereits hier hatte er die ersten Lieder geschrieben. Wenig später gründete er die Ska-Punk-Band Catch 22. Die Band konnte 1998 mit der Veröffentlichung des Albums Keasbey Nights einen großen Erfolg feiern. Das Album, dessen 14 Lieder alle von Kalnoky geschrieben wurden, gilt vielen Kennern der Szene als eines der besten Ska-Punk-Alben der 1990er Jahre. Kalnoky verließ die Band jedoch schon kurz nach der Aufnahme des Albums, um am Savannah College of Art and Design in Savannah im Bundesstaat Georgia zu studieren.
2001 kehrte Kalnoky schließlich auf die Bühne zurück. Gemeinsam mit Musiker-Kollegen gründete er die Bandits of the Acoustic Revolution als eine Art Hobbyprojekt. Hier beschränkte er sich nicht mehr nur auf Ska und Punk, es waren klassische und osteuropäische Einflüsse erstmals zu hören. Es folgt die EP A Call to Arms.
2002 hob er zusammen mit je drei ehemaligen Mitgliedern von Catch 22 und One Cool Guy (eine andere Ska-Punk-Band aus New Jersey) Streetlight Manifesto aus der Taufe. Die neue Band erreichte dank dieser Konstellation auf Anhieb eine hohe Popularität. Das 2003 erschienene Album Everything Goes Numb war ein vergleichsweise großer Erfolg des Ska-Punk-Genres. Für viele, die von den späteren Catch-22-Alben ohne Kalnoky enttäuscht waren, ist es der wahre Keasbey-Nights-Nachfolger und gilt wiederum als eines der besten Ska-Punk-Alben.
Im Anschluss folgten Klub- und Festival-Touren mit Streetlight Manifesto durch die USA und Europa. Zwischendrin nahm er sich immer wieder Zeit für kleinere Klub-Touren mit den Bandits of the Acoustic Revolution.
Victory Records plante seit 2005 eine Wiederveröffentlichung von Keasbey Nights, das eigentliche Album unverändert dafür mit einigen Bonustracks. Dem stand Kalnoky kritisch gegenüber. Man einigte sich schließlich auf eine Neuaufnahme. Anfang 2006 ging Kalnoky also mit Streetlight Manifesto ins Studio und im April desselben Jahres erschien die neue Version.

## Diskographie

### Gimp
- Smiles for Macavity (1995), Kassette

### Catch 22
- Rules of the Game (1997), Extended Play(EP), Kassette
- Keasbey Nights (1998; Victory Records)

### Bandits of the Acoustic Revolution
- A Call to Arms (2001), EP

### Streetlight Manifesto
- Demo (2002), EP
- Everything Goes Numb (26. August 2003; Victory Records)
- Keasbey Nights (7. März 2006; Victory Records)
- Somewhere In The Between (13. November 2007; Victory Records)
- 99 Songs Of Revolution (12. März 2010; Victory Records)
- The Hands That Thieve (30. April 2013; Victory Records)

### Toh Kay
- You By Me: Vol. 1 (mit Dan Potthast von MU330) (16. November 2010)
- Streetlight Lullabies (22. November 2011)
- The Hand That Thieves (30. April 2013)
- You By Me: Vol. 2 (mit Sycamore Smith) (12. August 2012)